# Pigstar
Pigstar (en japonais ピッグ スター) est un groupe de j-pop et de rock japonais composé de 4 membres.

## Discographie
- Shodo (7 novembre 2008), opening de Junjou Romantica saison 2
- Kimi = Hana (23 avril 2008), opening de l'anime Junjou Romantica.
- Eien no Sonzaisha (6 juin 2007)
- Blitz Pia Records Selection(6 décembre 2000)

## Membres du groupe
- Tomonori Sekiguchi (関口友則) : Voix & Guitare
- Ryoji Sekiguchi (関口良二) : Bass & Chœur
- Takayuki Watanabe (渡辺貴之) : Guitare & Piano
- Yoshikazu Kamata (鎌田喜和) : Batterie